# Díctis de Creta
Díctis de Creta (Dictys Cretensis, Δίκτυς ὁ Κρής) foi um companheiro de Idomeneu no ataque contra Troia, cujo diário sobre a guerra teria sobrevivido até a época romana. No entanto, essa circunstância é ficcional. Díctis de Creta é personagem narrador do romance antigo romano em latim intitulado Ephemeris belli Troiani (IV d.C.), de autoria anônima. Seu tradutor teria sido um romano chamado Lúcio Septímio, segundo informação contida na epístola que prefacia o texto narrativo. Não, porém, como atestar sua identidade ou biografia. O texto em latim apresenta-se como tradução de um original grego, conhecido hoje apenas fragmentariamente.
A narração de Díctis compreende, no texto em latim, a Guerra de Troia desde as circunstâncias do rapto de Helena realizado pelo príncipe troiano Páris até o retorno dos heróis (nostos) e morte de Ulisses.
A narrativa de Ephemeris belli Troiani mistura mitologia, romance e história para criar um relato da Guerra de Troia que concorre com a poesia de Homero no tocante à autoridade. O texto, ao lado de De excidio Troiae historia, atribuído a Dares Frígio, logrou êxito a ponto de se tornar, a partir da Antiguidade tardia, fonte para diferentes obras. Sua influência é nomeada no Roman de Troie, de Benoît de Sainte-Maure, a partir do qual Díctis e Dares figuraram como verdadeiros historiadores quando, na verdade, são personagens de ficção.